# Cecidomyia ornata
Cecidomyia ornata är en tvåvingeart som först beskrevs av Thomas Say 1824.  Cecidomyia ornata ingår i släktet Cecidomyia och familjen gallmyggor.
Artens utbredningsområde är Pennsylvania. Inga underarter finns listade i Catalogue of Life.